# ノースカロライナ音楽の殿堂

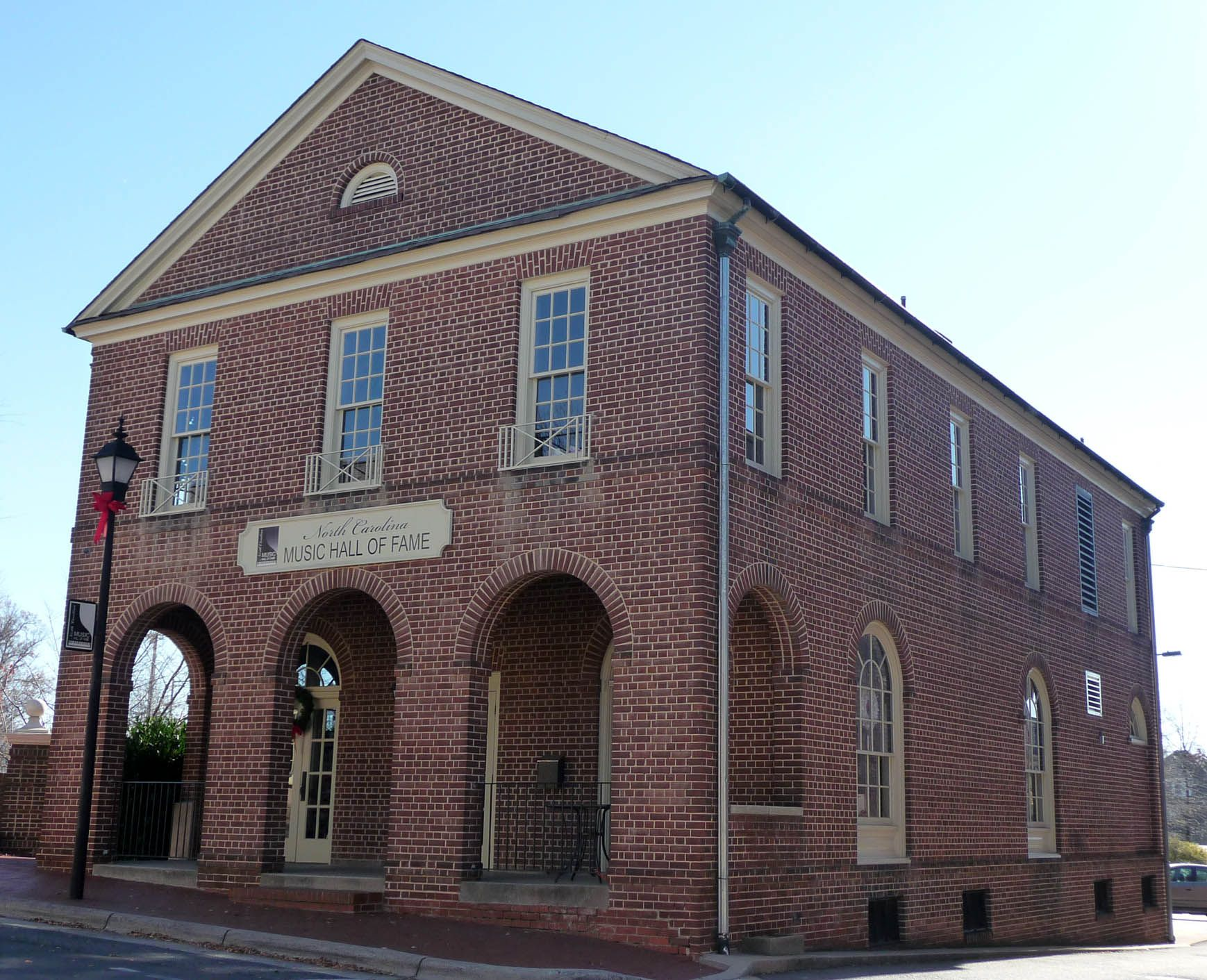
ノースカロライナ音楽の殿堂

ノースカロライナ音楽の殿堂（ノースカロライナおんがくのでんどう、the North Carolina Music Hall of Fame）は、アメリカ合衆国ノースカロライナ州と縁のある、音楽産業に重要な影響を与えた音楽家、作曲家、芸術家を顕彰するために設立された非営利組織、および、それが運営する博物館。博物館は、あらゆる時代のノースカロライナの音楽家たちに関する情報センターであり、多数の品々を保存し、展示公開している。
現在、博物館は、ノースカロライナ州カナポリス（シャーロット北東郊）のAストリート西109番地に所在する、かつての市監獄を改装した建物に入っている。

## 歴史
ノースカロライナ音楽の殿堂は、1994年にダグ・クロフト (Doug Croft) とジョー・キャロル (Joe Carroll) という2人のビジネスマンによって創設された。当初は、ピードモント・トライアド地域のトーマスビルにあり、1999年には7人、2002年には1人を殿堂入りとした。その後、この施設が手狭になったため、カナポリスの歴史的建築物である、かつての市監獄跡が、新たな場所として選ばれた。2008年から始まった全面的な改装は、7か月を経て、2009年に入ってからが完了した。
改装後のノースカロライナ音楽の殿堂における新たな取り組みを主導したのは、カナポリスと縁がある音楽産業の実力者マイク・カーブ (Mike Curb) であった。カーブは、カナポリスに拠点を置くノースカロライナ・リサーチ・キャンパス (North Carolina Research Campus) を建設した実業家デイヴィッド・H・マードック (David H. Murdock) の友人でもある。カーブは、旧市監獄の建物の購入と改装を実現し、自らの個人的な記念物のコレクションで殿堂を飾った。カーブは、ノースカロライナ州出身の音楽業界の役職者で、友人でもあったエディ・レイ (Eddie Ray) を、この組織の日常業務の運営責任者に据えた。
マイク・カーブとエディ・レイは、2人とも2009年に殿堂入りを果たした。マイク・カーブは殿堂の運営への貢献と支援に対して、エディ・レイは生涯を通した業績に対して、それぞれ非パフォーマー部門での殿堂入りが認められた。
2012年、ノースカロライナ音楽の殿堂は、初めて殿堂入りの授賞式を公開方式で行なった。カナポリスに程近いコンコードのヴィンテージ・モーター・クラブ・カンファレンス・アンド・イベント・センターが会場となり、入場チケットの販売が認められた。

## 殿堂入りの基準
ノースカロライナ州出身、ないし、在住のミュージシャンで、音楽産業界において10年以上の経験をもつことが、殿堂入りの前提条件となっている。音楽のパフォーマーやプロデューサーだけでなく、音楽産業界の企業経営陣や、教育者なども、殿堂入りの対象となっている。

## 殿堂入りした人々
殿堂入りを果たしたおもな人々と、その年次は以下の通りである。
- The "5" Royales - 2009年[4]
- トーリ・エイモス (Tori Amos) - 2012年[5]
- Johnny Bristol - 2009年[4]
- Les Brown - 2010年[7]
- Shirley Caesar - 2010年[7]
- Chairmen of the Board - 1999年[8]
- ジョージ・クリントン (George Clinton) - 2009年[4]
- ジョン・コルトレーン (John Coltrane) - 2009年[4]
- Billy "Crash" Craddock - 2011年[9]
- Mike Curb - Honorary member - 2009年[4]
- チャーリー・ダニエルズ (Charlie Daniels) - 1999年[8]
- ルー・ドナルドソン (Lou Donaldson) - 2012年[5]
- Michael English - 2011年[9]
- Donna Fargo - 2010年[7]
- ロバータ・フラック (Roberta Flack) - 2009年[6][4]
- ベン・フォールズ (Ben Folds) - 2011年[9]
- Fred Foster - 2012年[5]
- Don Gibson - 2010年[7]
- Johnny Grant - 2009年[4]
- Anthony Dean Griffey - 2011年[9]
- アンディ・グリフィス (Andy Griffith) - 2010年[7]
- George Hamilton IV - 2010年[7]
- Wilbert Harrison - 2009年[4]
- Stonewall Jackson - 2012年[5]
- Jodeci - 2012年[5]
- ベン・E・キング (en:Ben E. King) - 2009年[4]
- Kay Kyser - 1999年[8]
- John D. Loudermilk - 2011年[9]
- J. E. Mainer - 2012年[5]
- Loonis McGlohon - 1999年[8]
- Clyde McPhatter - 2009年[4]
- Ronnie Milsap - 2002年[10]
- セロニアス・モンク (Thelonious Monk) - 2009年[4]
- Clyde Moody - 2011年[9]
- Nantucket - 2012年[5]
- Oliver - 2010年[7]
- メイシオ・パーカー (Maceo Parker) - 2011年[9]
- Eddie Ray - 2009年[4]
- マックス・ローチ (Max Roach) - 2009年[4]
- Don Schlitz - 2010年[7]
- Earl Scruggs - 2009年[4]
- Curly Seckler - 2010年[7]
- ニーナ・シモン (en:Nina Simone) - 2009年[4]
- Arthur "Guitar Boogie" Smith - 2010年[7]
- ケイト・スミス (Kate Smith) - 2009年[4]
- Billy Taylor - 2010年[7]
- ジェームス・テイラー (James Taylor) - 2009年[4]
- ランディ・トラヴィス (Randy Travis) - 2009年[4]
- ドク・ワトソン (en:Doc Watson) - 2010年[7]
- Billy Edd Wheeler - 2011年[9]
- Maurice Williams - 2010年[7]

殿堂入りした人々は、ジャズ、オペラ、ヒップホップ、ブルーグラスなど、ほとんど全ての音楽ジャンルに及んでいる。